# 金門守禦千戶所城

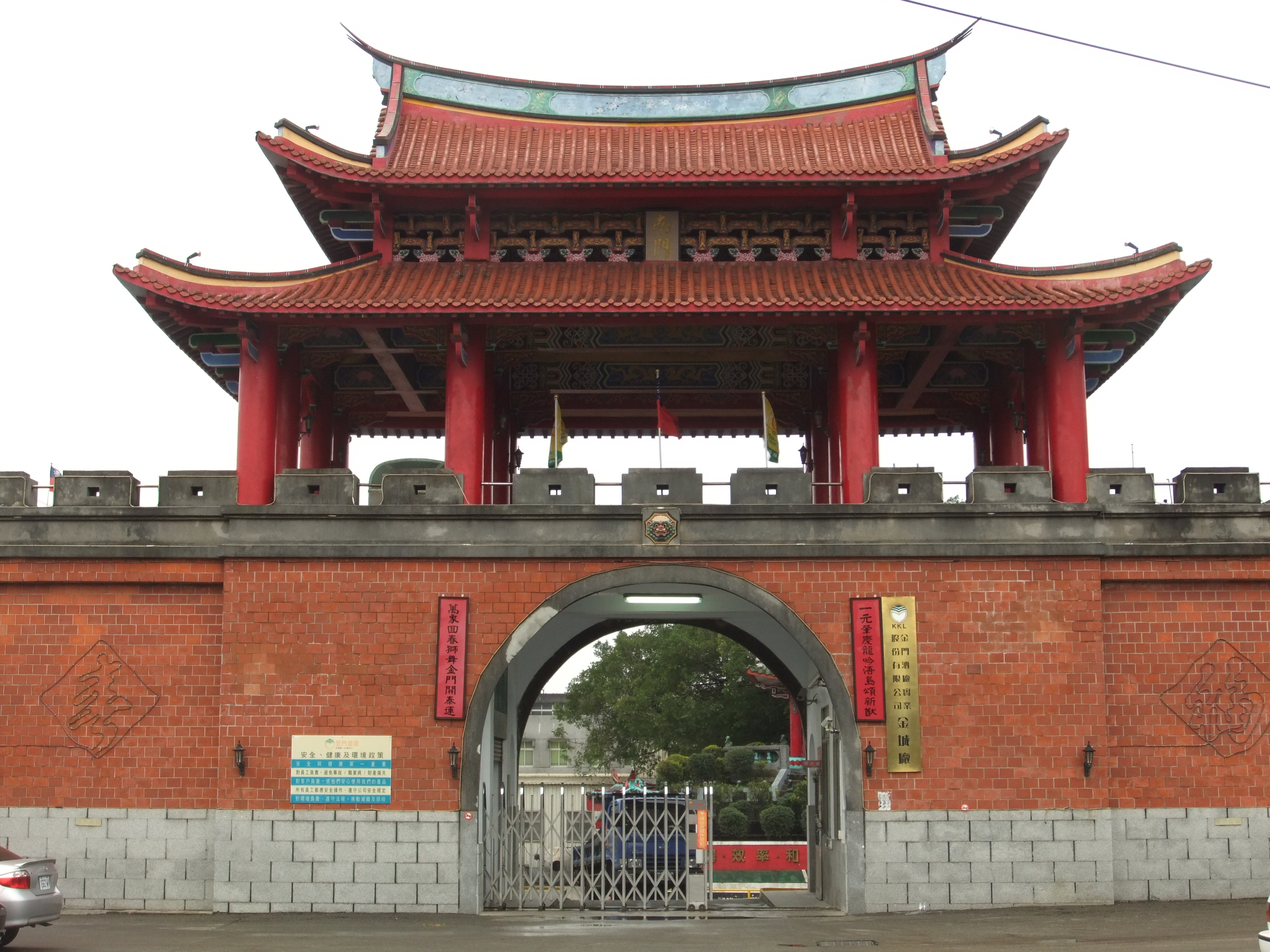
金門酒廠所重建之南門——亦為金門酒廠的大門。

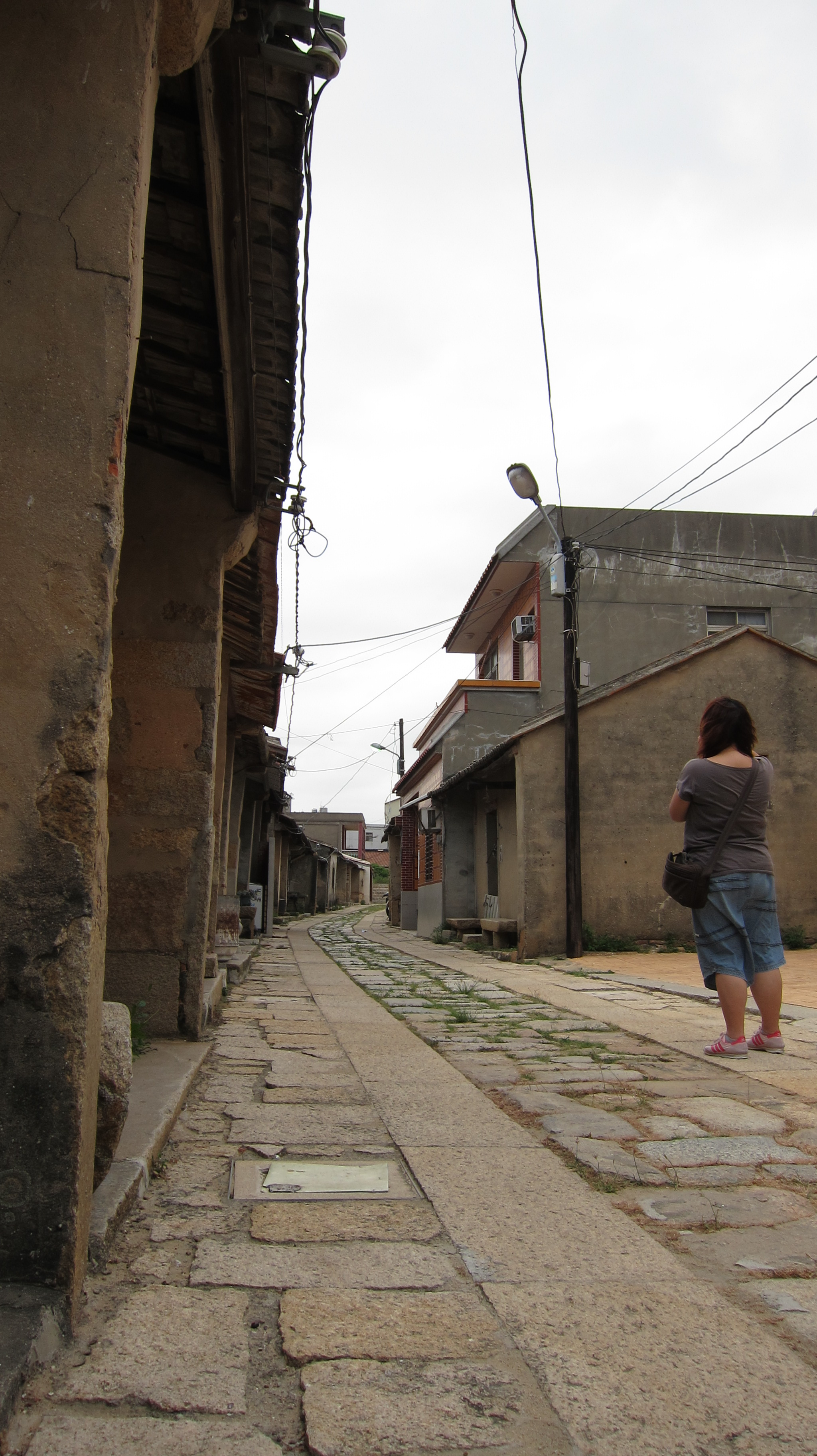
北門外明遺老街

金門守禦千戶所城位於明代福建同安縣浯洲嶼（即今中華民國福建省金門縣）西南，又稱金門城，是明朝衛所制下隸屬永寧衛的金門守禦千戶所（簡稱金門所）之城池，由江夏侯周德興於明洪武二十年（1387年）四月到二十一年（1388年）二月間所築成，但《滄海紀遺》（1568年，洪受）載說：「金門千戶所城……洪武二十五年，江夏侯周得興來築……」，而《明史》〈卷九十一〉「兵三」亦記載這些衛所設置於洪武二十一年，而許志仁於《明代海禁政策下的金門及其海域》中認為金門城可能是到洪武二十五年（1392年）才落成。而因為浯洲嶼上建了此城，島名遂改為金門。
金門守禦千戶所原額操海屯種等旗軍，共一千五百三十五名。
金門城，在浯洲之南，離縣城八十里，水程一百里，一溯可至。北阻山東，西南阻海。城址位居島之西南高地，海拔在六十公尺以上，居高臨下，極目東南。城之南有南磐山，背城面海，氣象萬千，為備海要地，明都督俞大猷守金時，題其石曰「虛江嘯臥」。
滿清與鄭成功、鄭經交戰時，金門為鄭家的勢力範圍，兩方交戰期間金門城受到破壞，1680年原本在三藩之亂期間為鄭經所控制的金門再次被清軍攻佔後，總兵陳龍一度修築城垣，但後來總鎮署遷到後浦，金門城因而沒落。
1949年後中華民國政府遷臺，金門與馬祖成為中華民國與中華人民共和國對峙的前線，金門守禦千戶所城殘存城垣的花岡岩被中華民國國軍拆除改築其他工事，金門城因而只剩下夯土層與部分地基。民國八十六年（1997年）起，藉由金門酒廠的回饋金，開始重建四方城門，但其形制與原貌有別，其中重建的南門現為金門酒廠的大門。而民國九十六年（2007年）時金門國家公園又在文臺寶塔附近重建了一段古城垣。

## 命名
而金門之得名，始於置守禦千戶所，江夏侯周德興稱此城的形勢為「固若金湯，雄鎮海門」，而得此名。

## 歷史
明朝建立初期，為了防衛倭寇而命江夏侯周德興在東南沿海一帶大量興築衛所城，金門守禦千戶所城即是在這時期所建的城池之一，隸屬永寧衛，但福建都司亦有管轄權。
根據《明太祖實錄》卷一八一「洪武二十年四月戊子條」所載：「命江夏侯周德興往福建，以福、興、漳、泉四府民戶三丁取一為緣海衛所戍兵以防倭寇，其原置軍衛非要害之所即移置之 。德興至福建，按籍抽兵，相視要害可為城守之處，具圖以進，凡選丁壯萬五千餘人，築城一十六，增置巡檢司四十有五，分隸諸衛以為防禦」，金門守禦千戶所城為其中一座千戶所。
金門城的興建始於明洪武二十年（1387年）四月，約在二十一年（1388年）二月落成，但《明代海禁政策下的金門及其海域》（2009，許志仁）一文據《滄海紀遺》與《泉州市建築志》（1995年）關於崇武城的記載而認為金門城可能是到洪武二十五年（1392年）才落成。初建的金門城周長630丈（約2016公尺），城垣高1丈7尺（約5.4公尺）、寬1丈（約3.2公尺），開有四門。
後來在永樂十五年（1417年）時，都指揮谷祥強化城池防務，除城牆增高3尺外，並在西、北、南三面加築月城。正統八年（1443年）時，都指揮劉亮與千戶陳旺又建四門敵樓。嘉靖三十七年（1558年）時，所署燬於火。
明末永曆年間，金門一帶曾為鄭成功的練兵之地，而在1663年金門被清軍攻陷後，金門開始遷界。三藩之亂期間，金門一度回到鄭家的勢力範圍，但在1680年又被攻陷。清軍兩度入金造成金門「遂墮其城，焚其屋，棄其地，遷沿海，遺眾於界內而還」。而在此後，總兵陳龍一度打算重建金門城，但1682年決定將總鎮署遷到後浦，金門城地區因而沒落。
此後自1949年起，因為金門成為中華民國與中華人民共和國對峙的前線，金門城剩餘的城垣殘跡被中華民國國軍拆除以用在其他工事上，使得金門城只剩下夯土層與部分地基。民國八十六年（1997年）起，藉由金門酒廠的回饋金，開始重建四方城門，但其形制與原貌有別，其中重建的南門現為金門酒廠的大門。而在民國九十六年（2007年）時，金門國家公園在文臺寶塔附近重建了一段古城垣。
2022年2月，金門縣文化局將金門城東段、魯王疑塚及周邊史蹟、文臺寶塔、金門城南門外「行人贊」碑碣、明邵朴庵墓道碑合併登錄為中華民國文化資產史蹟類-「明清金門城遺跡」。

## 指揮管轄
金門守禦千戶所，下轄設有五個巡檢司，清康熙二年（1663年）金門被清軍攻陷後實施海禁遷界時五個巡檢司城大多遭到毀壞。
- 官澳巡檢司城
- 陳坑巡檢司城
- 峰上巡檢司城
- 田浦巡檢司城
- 烈嶼巡檢司城

「每司原編弓兵一百名，工食名皆七兩二錢。嘉靖三十九年，以兵興裁減三十名，扣銀改布政司充餉，嗣又裁減五十名，四十二年各司只留十二名，以備探哨盤詰。萬曆九年，陳坑、田浦併司裁革，峰上僅存三十八名，官澳存三十二名，烈嶼存十九名」

## 洪武年間兵力部署、待遇
兵力部署
置有正千戶一員、副千戶一員，百戶一員，試百戶一員，鎮撫一員，差操屯種旗軍（舊額）一千五百三十五名。…教場在所城北門外。營房八十六間，在所城內。軍器一千七百四十三件…。軍儲倉大使一員，攢典一員，管收支米斗級額編三名…。
官兵待遇方面
「除本縣（昔日金門隸屬同安縣）原派折色米銀一千三百二十七兩九錢六分四厘零，內解府給軍銀八百二十七兩九錢六分四厘零，又解司備餉剩銀四百七十兩，協濟昌平州馬價銀三十兩外，該本色米二千四百五十石，每石改折銀五錢五分，其五錢解府給軍銀一千二百二十五兩，其五分解司，備銀餉一百二十二兩五錢。浯洲鹽場課折米銀七百四十八兩八錢四分零，解府支給本所官兵奉餉。…嗣又奏准以晉、同二縣鹽場將米折銀分充金門等倉軍儲，本所自徵屯田本色米三百七十八石。

## 城牆
初建的金門城周長630丈（約2016公尺），城垣高1丈7尺（約5.4公尺）、寬1丈（約3.2公尺），開有四門。
永樂十五年（1417年）時，都指揮谷祥強化城池防務，除城牆增高3尺外，並在西、北、南三面加築月城。正統八年（1443年）時，都指揮劉亮與千戶陳旺又建四門敵樓。嘉靖三十七年（1558年）時，所署燬於火。
金門城周長630丈（約2016公尺），城垣高1丈7尺（約5.4公尺）、寬1丈（約3.2公尺），開有四門，後來城牆加高3尺，又增建月城與敵樓。此外金門城還設有36個窩鋪、數座烽火臺，城內有864間營房，城濠深丈餘（約3.2公尺多）。
《泉州府志》〈卷四〉提及：「金門千戶所，在同安浯洲嶼，北倚山，東西南阻海。洪武二十年，江夏侯周德興，築外環以壕，深廣丈餘，周圍六百三十丈，基廣一丈，高一丈七尺，窩舖三十六64，門四。永樂十五年，都指揮谷祥，增高三尺，築西北南三月城，各建樓。正統八年，都指揮劉亮、千戶陳旺，增四門敵臺。
《馬巷廳志》及民國十年的《金門縣志》則是這樣記載的：「金門鎮城... 明洪武二十年，江夏侯周德興造，周六百三十丈，高二丈五尺，窩舖三十六，為門四，各建樓其上，西、南、北月城三，城外環以濠，置千戶所於此。永樂十五年，都指揮谷祥，增高城垣三尺，並砌西、北二月城。正統八年，千戶陳旺，增築四門敵臺，萬曆二十七年毀。清康熙間重修，設總兵駐劄（馬巷廳志）。後因墮城毀舍，人煙稀少，
乃移鎮後浦，城逐漸廢。

## 城內建築
城內有一個主要的十字街，交會之處有一座跨街而建的纕帶廟，北面祀真武大帝，南面祀關聖帝君，而千戶所署、城隍廟等公共建築即設於附近。